# Atracis surrecta
Atracis surrecta är en insektsart som först beskrevs av Walker 1857.  Atracis surrecta ingår i släktet Atracis och familjen Flatidae. Inga underarter finns listade i Catalogue of Life.